# Hovförsamlingen

vapen

Kungliga Hovförsamlingen är en icke-territoriell församling inom Svenska kyrkan, omfattande Kungahuset samt anställda vid hovet och deras anhöriga. Församlingskyrka är Slottskyrkan i Stockholms slott. Församlingen är organiserad under hovkonsistoriet och ligger utanför den gängse stiftsorganisationen. Den som är kyrkoherde i församlingen har av tradition officiellt titeln "pastor i Hovförsamlingen".

## Medlemskap
Enligt Svenska kyrkans kyrkoordning kap 35 § 6 har en person rätt att tillhöra Hovförsamlingen om han eller hon tillhör Svenska kyrkan och är folkbokförd i Sverige och dessutom
1. är medlem av Kungliga Huset,
2. tjänstgör eller har tjänstgjort vid Kungliga Hovstaterna eller Kungliga Staberna,
3. är make eller hemmavarande barn till någon som tillhör församlingen enligt 1 eller 2, eller
4. är efterlevande make eller hemmavarande barn till någon som tillhört församlingen enligt 1 eller 2.[2]

Hovförsamlingen har drygt 480 medlemmar; församlingskyrka är Slottskyrkan på Stockholms slott.
Hovförsamlingens medlemmar har vid direkta kyrkliga val endast rösträtt till Kyrkomötet och då bildar församlingen en slags valsamfällighet med Stockholms stifts valkrets. Församlingen står vid sidan av stiftsorganisationen varvid överhovpredikanten är "biskops vederlike".  Den står också utanför det inomkyrkliga ekonomiska utjämningssystemet.
Hovförsamlingens kyrkoråd väljs vid samma tid som de direkta kyrkliga valen genom kyrkostämma.

## Personal
Sedan den 29 november 2015 är Johan Dalman överhovpredikant. 
Pastor (motsvarande kyrkoherde) i Kungliga Hovförsamlingen är sedan 1 januari 2013 Michael Bjerkhagen, som också är ordinarie hovpredikant och ledamot av hovkonsistorium.

## Vapen
Hovförsamlingens heraldiska vapen fastställdes den 5 juni 1987 av konung Carl XVI Gustaf med blasoneringen: i fält av guld ett svävande blått kors, i korsmitten belagt med en öppen krona av guld. Skölden krönes med en sluten kunglig krona. Vapnet är inspirerat av det som 1895 tillkom över Slottskyrkans ingång i södra valvet, skulpterad av Sven Scholander i neobarock och inspirerad av Nicodemus Tessin den yngre. Samma vapen var inspirationskälla även för Svenska kyrkans vapen som antogs 1977 men i andra tinkturer.